# As-Summakijja
As-Summakijja (arab. السماقية) – wieś w Syrii, w muhafazie Aleppo, w dystrykcie Dżabal Siman. W 2004 roku liczyła 94 mieszkańców.